# هنری جکمن
هنری پرایز جکمن (به انگلیسی: Henry Pryce Jackman؛ متولد ۱۹۷۴) آهنگساز، رهبر ارکستر، تنظیم کننده، نوازنده پیانو، نوازنده، و ترانه‌سرای انگلیسی است. وی فارغ‌التحصیل دانشگاه آکسفورد است. او دو بار برنده و چهار بار نامزد دریافت جایزه آنی و یک بار نامزد دریافت جایزه بفتا شده‌است.

## آثار

### سینمایی
پاندای کونگ‌فوکار: رازهای پنج آتشین (۲۰۰۸)
شوالیه تاریکی (۲۰۰۸)
هیولاها علیه بیگانگان (۲۰۰۹)
هیولاها علیه بیگانگان: بخش ۲ (۲۰۰۹)
کیک-اس (۲۰۱۰)
سفرهای گالیور (۲۰۱۰)
وینی د پو (۲۰۱۱)
مردان ایکس: کلاس اول (۲۰۱۱)
گربه چکمه‌پوش (۲۰۱۱)
ریزه میزه (۲۰۱۱)
مردی روی لبه (۲۰۱۲)
آسفالت (۲۰۱۲)
گربه چکمه‌پوش: سه وروجک (۲۰۱۲)
آبراهام لینکلن: شکارچی خون‌آشام (۲۰۱۲)
رالف خرابکار (۲۰۱۲)
جی. آی. جو: تلافی (۲۰۱۳)
این آخرشه (۲۰۱۳)
توربو (۲۰۱۳)
کیک-اس ۲ (۲۰۱۳)
کاپیتان فیلیپس (۲۰۱۳)
کاپیتان آمریکا: سرباز زمستان (۲۰۱۴)
شش قهرمان بزرگ (۲۰۱۴)
مصاحبه (۲۰۱۴)
کینگزمن: سرویس مخفی (۲۰۱۴)
پیکسل‌ها (۲۰۱۵)
موج پنجم (۲۰۱۶)
تولد یک ملت (۲۰۱۶)
کاپیتان آمریکا: جنگ داخلی (۲۰۱۶)
جک ریچر: هرگز بازنگرد (۲۰۱۶)
کونگ: جزیره جمجمه (۲۰۱۷)
کینگزمن: محفل طلایی (۲۰۱۷)
جومانجی: به جنگل خوش آمدید (۲۰۱۷)
غارتگر (۲۰۱۸)
رالف اینترنت را خراب می‌کند (۲۰۱۸)
کارآگاه پیکاچو (۲۰۱۹)
۲۱ پل (۲۰۱۹)
جومانجی: مرحله بعدی (۲۰۱۹)
استخراج (۲۰۲۰)
چری (۲۰۲۱)

### بازی‌های ویدئویی
آنچارتد ۴: عاقبت یک دزد (۲۰۱۶)
آنچارتد: میراث گمشده (۲۰۱۷)